# 艾略特·卡特
艾略特·库克·卡特（英語：Elliott Cook Carter, Jr.，1908年12月11日—2012年11月5日），美国当代古典音乐作曲家。

## 生平
1908年，卡特出生于纽约，年少时就对音乐发生了兴趣，曾在聆听斯特拉文斯基的《春之祭》时激动不已。他有幸被到他家去卖保险的著名作曲家查尔斯·艾夫斯鼓励。两人成为忘年交，艾夫斯常常带卡特去听各种流派的美国作曲家的音乐会。1932年他从哈佛大学毕业，又赴法国继续深造，师从娜迪亚·布朗热。这段时间的熏陶使他早期的音乐风格倾向于新古典主义。回美国后曾在多所学校任教。
艾略特·卡特一直身体硬朗，创作力不因年岁增长而减退。他在90岁左右写了自己的第一部歌剧《下一个？》，年满百岁后仍在积极创作。
2012年11月5日在纽约的家中去世，享年103岁。

## 音乐
卡特早期的音乐作品受到新古典主义的很大影响，30年代创作的芭蕾《风中奇缘》（Pocahontas）与60年后迪士尼的同名动画片《风中奇缘》一样，取材于印第安公主波卡洪塔斯与来到北美的探险家之间的传奇故事。1944的《假日序曲》是为了庆祝巴黎解放而作。后来他的风格逐渐走向艰涩、严苛、高度理性，但其中的活力却依然强大。他的第二和第三弦乐四重奏分别于1960年和1973年获得普利策奖。